# Jeunes du Centre démocratique et social
 (octobre 2008).
Les Jeunes du  Centre démocratique et social (CDS-Jeunes), en espagnol Juventudes del Centro Democratico y Social (CDS-Joven), était la section jeunes du Centre démocratique et social (CDS), parti politique espagnol d'idéologie modérée et centriste. 
Le CDS-Jeunes a été fondé le 29 juillet 1982 par des jeunes proches des idées d'Adolfo Suárez, président du Gouvernement espagnol de juin 1976 à janvier 1981.

## Objectifs
Les objectifs principaux de l'organisation sont de promouvoir la participation des jeunes à la vie politique, économique et sociale du pays, en suivant les principales lignes de pensée et d'action du CDS :
- La défense des libertés fondamentales et du respect de la dignité de la personne.
- La défense de l'État de droit défini dans la Constitution et de la souveraineté nationale, qui réside dans le peuple espagnol.
- La défense de la paix, de la justice, de la solidarité et du progrès social pour tous les citoyens.
- Le respect des droits de l'homme entre tous les peuples et les nations.
- L'élévation des droits individuels, comme mesure de développement de la société civile et le progrès social de tous les citoyens.
- La promotion de la culture, de la solidarité et du respect pour l'environnement comme droits inaliénables d'une société moderne.
- La défense du principe de justice, avec égalité pour tous les citoyens.
- La promotion de l'initiative individuelle en réduisant dans la mesure du possible la puissance des monopoles ou des oligopoles, qu'ils soient privés ou publics.
- La suprématie de la société civile dans le cadre du respect des droits et des libertés des citoyens.